# Moutier
Moutier (toponimo francese; in tedesco Münster, desueto) è un comune svizzero di 7 477 abitanti del Canton Berna, nella regione del Giura Bernese (circondario del Giura Bernese, del quale è il centro più popoloso); ha lo status di città.
Il 28 marzo 2021 è stato approvato in una votazione popolare il passaggio del cantone d'appartenenza di Moutier dall'attuale bernese a quello giurassiano.

## Storia recente: laquestion jurassienne

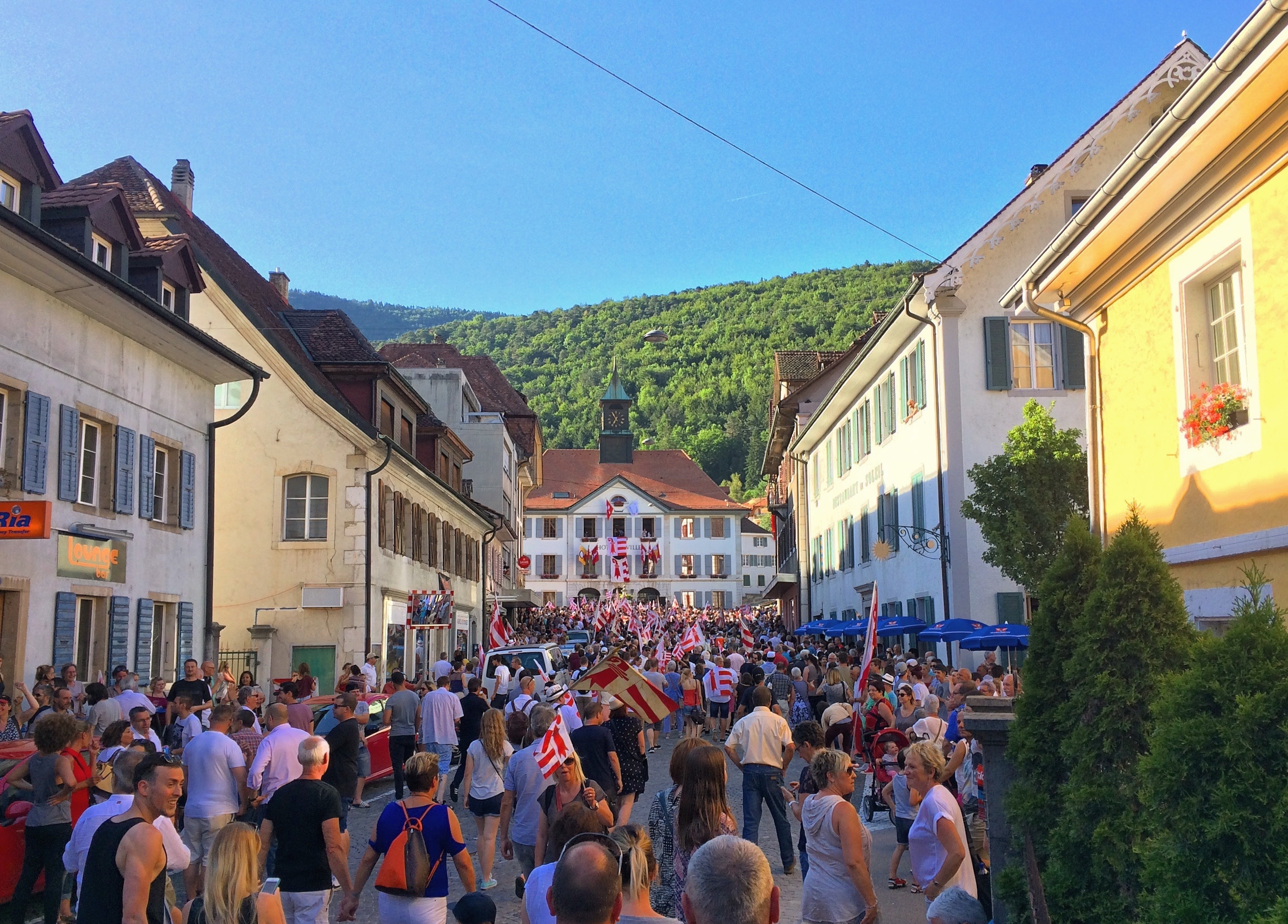
Il corteo dei pro-Giura dopo la votazione comunale del 18 giugno 2017, risultato favorevole al passaggio del comune al Canton Giura.

Moutier è stata il capoluogo dell'omonimo distretto fino alla sua soppressione nel 2009. Il 18 giugno 2017, in votazione, il 51,72% dei votanti ha deciso di lasciare il Canton Berna per aggregarsi al Canton Giura; il cambiamento di cantone non sarà effettivo prima del 2021.
Il voto è stato annullato dalla prefettura del circondario amministrativo del Giura bernese il 5 novembre 2018. A questa decisione ha fatto seguito un ricorso avviato presso il tribunale amministrativo del Canton Berna, che ha invece confermato l'invalidità della votazione con una decisione del 23 agosto 2019, resa pubblica il 29 agosto successivo..
Il 12 settembre 2019 i ricorrenti hanno rinunciato a portare il caso al Tribunale Federale, chiedendo di organizzare una nuova votazione al più presto. L'amministrazione locale ha confermato una nuova votazione per il 21 giugno 2020, poi spostata al 28 marzo 2021, in cui è stata nuovamente ribadita la volontà dei votanti al passaggio della città dal Berna al Giura che tuttavia non potrà avvenire prima del 2026.

## Monumenti e luoghi d'interesse

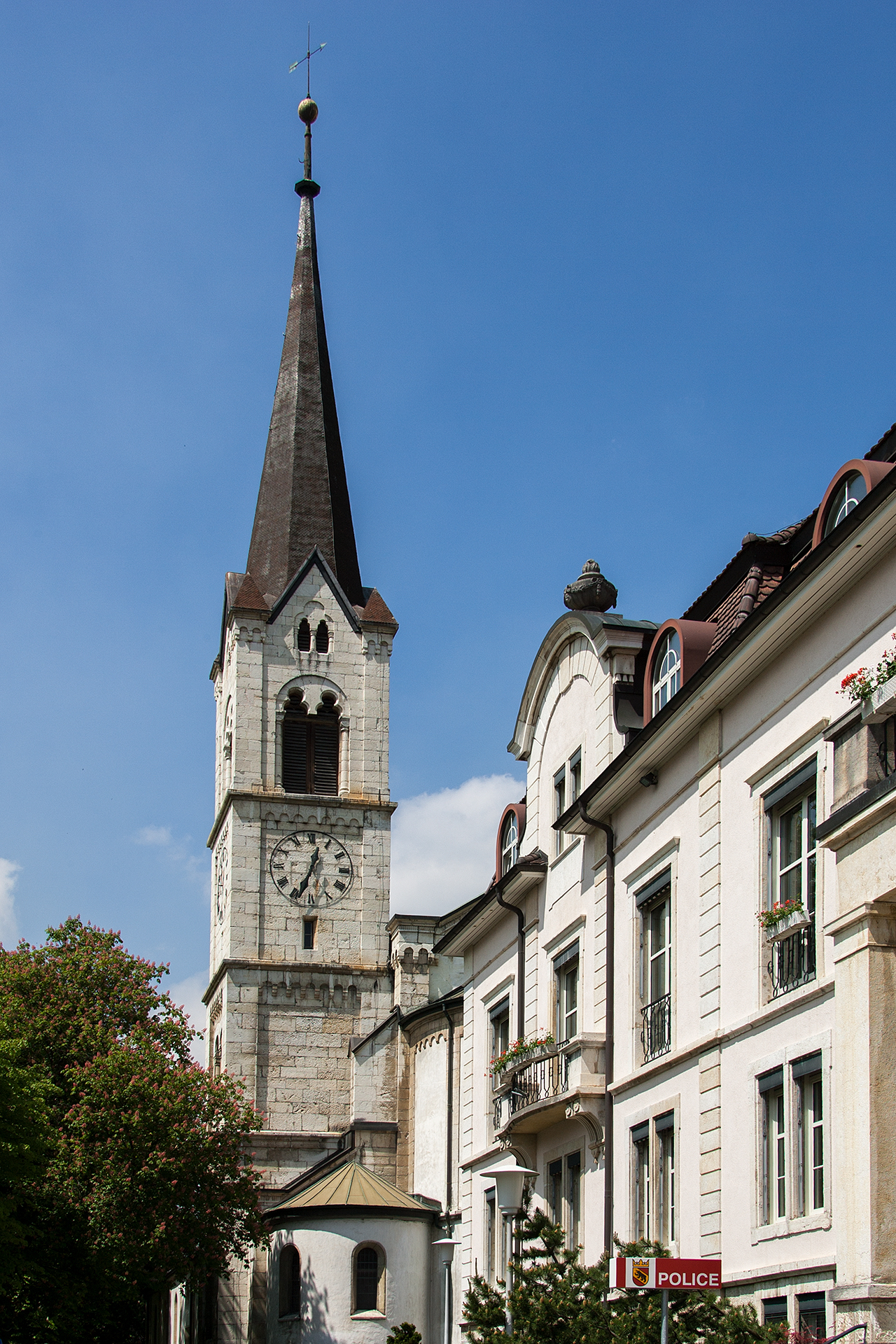
La chiesa riformata

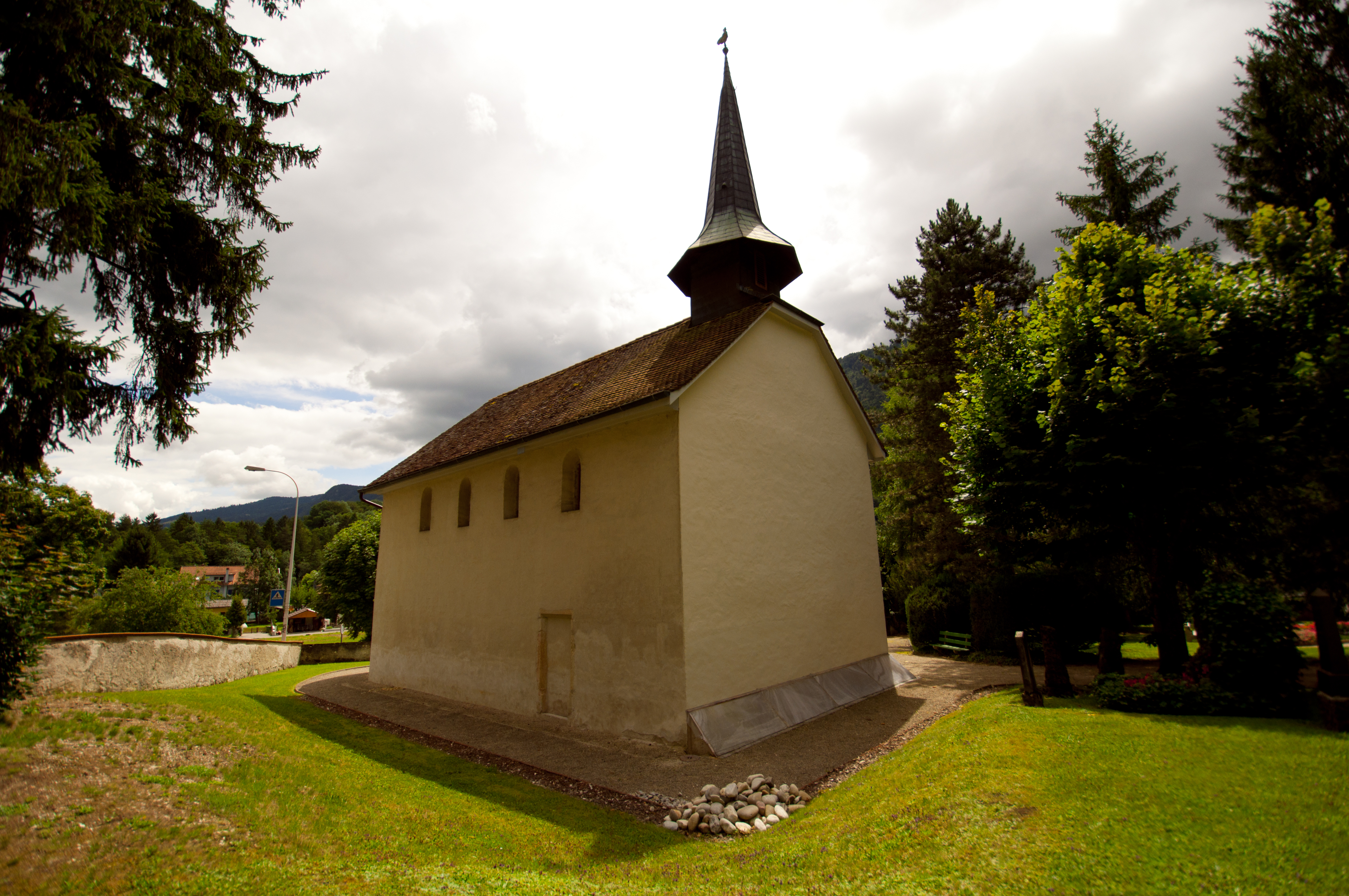
La cappella riformata di Chalières

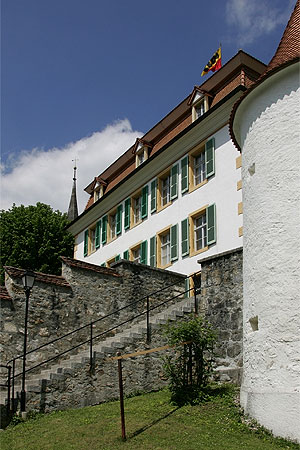
Il castello di Moutier

- Chiesa riformata (già chiesa collegiata dei Santi Germano e Randoaldo dell'abbazia di Moutier-Grandval), eretta attorno al 640[10] quando il duca di Alsazia Gundoin donò l'alta valle della Birsa (in seguito chiamata Grandisvallis) a Valdeberto, abate dell'abbazia di Luxeuil, che vi fece fondare un monastero di cui nominò abate Germano. Attorno alla metà del IX secolo l'imperatore Ludovico il Pio o suo figlio Lotario I dona l'abbazia benedettina al conte Liutfrido I d'Alsazia, in questo periodo il monastero conosce una notevole fioritura culturale a cui contribuì anche Iso, monaco e insegnante attivo in precedenza presso l'abbazia di San Gallo. Nel 999 l'abbazia fu donata al vescovo di Basilea da Rodolfo III di Borgogna, essa costituirà il nucleo originario del futuro principato vescovile. In seguito il monastero di M.-Grandval fu trasformato in capitolo tra il 1049 e il 1150. Tra la fine dell'XI secolo e l'inizio del XII la chiesa venne ricostruita ex novo come collegiata dei Santi Germano e Randoaldo nel luogo in cui sorge attualmente a Moutier, i resti dell'antica abbazia vennero scoperti negli scavi del 2008. L'edificio attuale, leggermente spostato rispetto alle fondamenta medievali, risale alla ricostruzione del 1858-1863; mentre nel 1957-1961 vennero eseguiti importanti lavori di restauro riprendendo lo stile romanico originale[1];
- Chiesa riformata tedesca, eretta nel 1932[1];
- Chiesa cattolica di Nostra Signora della prepositura, eretta nel 1967[1];
- Cappella riformata di Chalières (già di Santo Stefano), attestata dal X secolo come dipendenza dell'abbazia di Moutier-Grandval[1][11];
- Castello di Moutier, eretto nel XVI secolo[1].

## Società

### Evoluzione demografica
L'evoluzione demografica è riportata nella seguente tabella:
Abitanti censiti

## Infrastrutture e trasporti

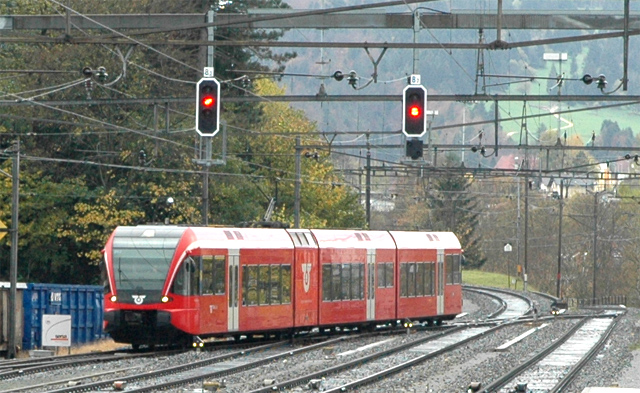
La stazione di Moutier

Moutier è servita dall'omonima stazione sulle ferrovie Soletta-Moutier, Sonceboz-Moutier e Basilea-Bienne.

## Amministrazione
Ogni famiglia originaria del luogo fa parte del cosiddetto comune patriziale e ha la responsabilità della manutenzione di ogni bene ricadente all'interno dei confini del comune.

## Sport
A Moutier ha sede la squadra di calcio Football Club Moutier.